# Чанчжи
Чанчжи (кит. спр. 长治市, піньїнь: Chángzhì Shì) — місто-округ в центральнокитайській провінції Шаньсі. 

## Географія
Чанчжи розташовується у південній частині провінції.

### Клімат
Місто знаходиться у зоні, котра характеризується вологим континентальним кліматом зі спекотним літом. Найтепліший місяць — липень із середньою температурою 23.3 °C (74 °F). Найхолодніший місяць — січень, із середньою температурою -6.1 °С (21 °F).
| Клімат Чанчжи           | Клімат Чанчжи | Клімат Чанчжи | Клімат Чанчжи | Клімат Чанчжи | Клімат Чанчжи | Клімат Чанчжи | Клімат Чанчжи | Клімат Чанчжи | Клімат Чанчжи | Клімат Чанчжи | Клімат Чанчжи | Клімат Чанчжи | Клімат Чанчжи |
| Показник                | Січ.          | Лют.          | Бер.          | Квіт.         | Трав.         | Черв.         | Лип.          | Серп.         | Вер.          | Жовт.         | Лист.         | Груд.         | Рік           |
| Абсолютний максимум, °C | 11            | 21            | 23            | 31            | 33            | 35            | 35            | 32            | 30            | 27            | 20            | 12            | 35            |
| Середній максимум, °C   | 1             | 5             | 11            | 18            | 23            | 27            | 28            | 26            | 23            | 16            | 8             | 3             | 16            |
| Середня температура, °C | −6            | −2            | 4             | 10            | 15            | 21            | 23            | 21            | 16            | 9             | 2             | −3            | 9             |
| Середній мінімум, °C    | −13           | −10           | −2            | 3             | 8             | 15            | 18            | 16            | 9             | 3             | −3            | −10           | 2             |
| Абсолютний мінімум, °C  | −28           | −22           | 0             | −7            | 0             | 7             | 12            | 7             | −2            | −7            | −15           | −18           | −28           |
| Норма опадів, мм        | 0             | 0             | 0             | 30            | 40            | 60            | 170           | 80            | 50            | 10            | 0             | 0             | 510           |
| Днів з дощем            | 2             | 2             | 1             | 3             | 5             | 5             | 7             | 6             | 4             | 1             | 0             | 2             | 44            |
| Вологість повітря, %    | 55            | 54            | 58            | 49            | 53            | 60            | 75            | 79            | 70            | 68            | 69            | 63            | 63            |
| ----------------------- | ------------- | ------------- | ------------- | ------------- | ------------- | ------------- | ------------- | ------------- | ------------- | ------------- | ------------- | ------------- | ------------- |
| Джерело: Weatherbase    |               |               |               |               |               |               |               |               |               |               |               |               |               |